# Gone
«Gone» (с англ. — «Ушла») ― песня американской группы ’N Sync. Она была выпущена как второй сингл с их третьего студийного альбома Celebrity.
Песня была номинирована на премию Грэмми за лучшее поп-исполнение дуэтом или группой.

## История

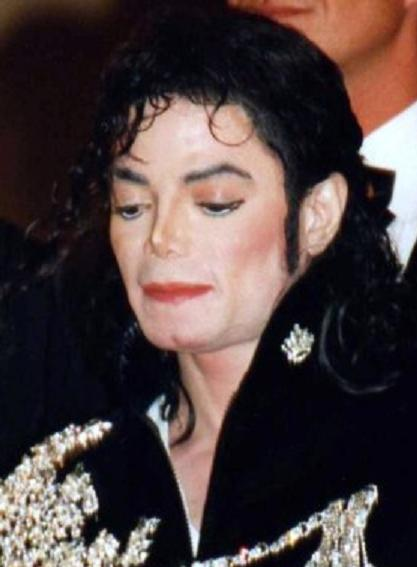
Изначально песня была написана для Майкла Джексона

Песня был первоначально написана Джастином Тимберлейком в сотрудничестве с Майклом Джексоном в 2001 году. Однако Джексон отдал песню группе. Затем он передумал и попросил включить его в песню в качестве дуэта. Однако, она уже была выпущена и они не могли найти способ ее переделать. В интервью Опре Уинфри Тимберлейк выразил свою реакцию:
Я предложил Майклу сделать дуэт с группой, но он был категорически против этого. Он хотел записать дуэт именно со мной.

## Критика
Джейсон Липшутц из журнала Billboard заявил, что песня установила и закрепила Тимберлейка как сольного исполнителя задолго до того, как он на самом деле стал таковым, она остается одним из его самых лучших синглов на сегодняшний день.
В 2018 году журнал Billboard поместил песню на 24-е место в своем списке «100 величайших песен бойз-бэнда всех времен». В 2015 году журнал Rolling Stone поместил ее на 30-е место в списке «Величайшие песни бойз-бэнда всех времен».

## Клип
Музыкальное видео на песню «Gone» было снято режиссером Хербом Ритцом в августе 2001 года. Однако оно было выпущено только в конце сентября 2001 года из-за терактов 11 сентября. Видео снято в черно-белом цвете. Видео представляет собой воспоминания о девушке Джастина Тимберлейка, которую играет хорватская фотомодель Корина Лонгин. Оно было номинировано на премию MTV Video Music Awards 2002 года в категории Видео года.

## Трек-лист
| №  | Название                    | Длительность |
| -- | --------------------------- | ------------ |
| 1. | «Gone» (Radio Edit)         | 4:22         |
| 2. | «Gone» (Spanish Radio Edit) | 4:22         |
| 3. | «Gone» (Album Version)      | 4:51         |
| 4. | «I'll Be Good for You»      | 3:56         |

| №  | Название               | Длительность |
| -- | ---------------------- | ------------ |
| 1. | «Gone» (Radio Edit)    | 4:22         |
| 2. | «Gone» (Album Version) | 4:51         |
| 3. | «I'll Be Good for You» | 3:56         |
| 4. | «Pop» (Databass Remix) | 5:32         |

| №  | Название                               | Длительность |
| -- | -------------------------------------- | ------------ |
| 1. | «Gone» (Radio Edit)                    | 4:22         |
| 2. | «I'll Be Good for You»                 | 3:56         |
| 3. | «Pop» (Pablo La Rosa's Funktified Mix) | 5:38         |

| №  | Название                                     | Длительность |
| -- | -------------------------------------------- | ------------ |
| 1. | «Gone» (Gone Clubbin' I'll Be Back Late Mix) | 5:57         |
| 2. | «Gone» (Radio Edit)                          | 4:22         |
| 3. | «The Game Is Over»                           | 3:25         |

| №  | Название                                              | Длительность |
| -- | ----------------------------------------------------- | ------------ |
| 1. | «Gone» (Gone Clubbin' – I'll Be Back Late Mix)        | 5:57         |
| 2. | «Gone» (Gone Clubbin' – I'll Be Back Late Radio Edit) | 3:57         |
| 3. | «Gone» (Radio Edit)                                   | 4:22         |
| 4. | «Gone» (Spanish Version)                              | 4:22         |
| 5. | «Girlfriend» (The Neptunes Remix)                     | 4:43         |

## Чарты
| Чарт (2001–2002)                           | Высшая позиция |
| ------------------------------------------ | -------------- |
| Австралия (ARIA)                           | 67             |
| Бельгия/Фландрия (Ultratip Bubbling Under) | 17             |
| Canada (Nielsen SoundScan)                 | 28             |
| Europe (Eurochart Hot 100)                 | 73             |
| Германия (GfK)                             | 62             |
| Ирландия (IRMA)                            | 40             |
| Шотландия (OCC Scotland)                   | 36             |
| Швейцария (Schweizer Hitparade)            | 85             |
| Швеция (Sverigetopplistan)                 | 43             |
| Великобритания (OCC UK Singles)            | 24             |
| Великобритания (OCC UK Indie)              | 3              |
| США (Billboard Hot 100)                    | 11             |
| США (Billboard Adult Contemporary)         | 27             |
| США (Billboard Hot R&B/Hip-Hop Songs)      | 14             |
| США (Billboard Pop Airplay)                | 7              |
| США (Billboard Rhythmic)                   | 17             |

| Чарт (2002)                          | Позиция |
| ------------------------------------ | ------- |
| US Billboard Hot 100                 | 75      |
| US Hot R&B/Hip-Hop Songs (Billboard) | 75      |